# Blanche de Burgundia
Blanche de Burgundia (franceză Blanche de Bourgogne; c. 1296 – 1326) a fost regină a Franței și Navarei timp de câteva luni în 1322, ca primă soție a regelui Carol al IV-lea al Franței.

## Biografie
Blanche a fost fiica cea mică a lui Otto al IV-lea, Conte de Burgundia și a soției acestuia,  Mahaut, Contesă de Artois. Tatăl ei a murit în 1302 lăsând comitatul fratelui mai mic al Blanchei, Contele Robert. Sora mai mare a Blanchei, Jeanne, ar fi trebuit să se căsătorească cu regele Ludovic Arțăgosul al Navarei, fiul cel mare al regelui Filip cel Drept al Franței, însă Filip cel Drept s-a răzgândit și a aranjat ca ea să se căsătorească cu cel de-al doilea fiu al său, contele Filip cel Înalt de Poitiers, în 1307. În același an, Ludovic s-a căsătorit cu Margareta de Burgundia. Contesa de Artois a fost mândră de această realizare și a început repede negocierea căsătorie pentru fiica ei cea mică cu cel de-al treilea fiu al regelui Filip, Contele Carol, oferind o zestre mare. Negocierile au avut succes și la 23 septembrie 1307, Carol, în vârstă de unsprezece ani, și Blanche, care era cu doi ani mai mare, au încheiat un contract de căsătorie. Ceremonia de căsătorie a fost realizată în grabă la castelul contesei Mahaut din Hesdin, în ianuarie 1308.

### Acuzații de adulter
În 1313 cumnata și cumnatul contesei dela Marche, regina Isabela și regele Eduard al II-lea al Angliei, au efectuat o vizită regelui Filip. Isabela a făcut cadou fraților și cumnatelor portmonee brodate. Mai târziu în același an, la întoarcerea lor la Londra, Isabelei și Eduard au ținut un bal în timpul căruia regina a observat că portmoneele pe care ea le-a dăruit Blanchei și Margaretei erau acum în posesia cavalerilor Gautier și Philippe d'Aunay. Din asta ea a concluzionat că frații aveau relații cu cumnatele ei. 
Când ea a vizitat Parisul din nou în 1314, l-a informat pe regele Filip în legătură cu suspiciunile ei. Curând Blanche și Margaret au fost acuzate de comportament neportivit, cum ar fi băutul și mănâncarea alături de cavaleri, și în cele din urmă că au comis adulter cu ei în turnul de pază din Paris cunoscut sub numele de Tour de Nesle.
Sora Blanchei, Jeanne, a fost acuzată că a ascuns aventura și mai târziu că a participat la ea. Acuzațiile împotriva contesei Blanche și a reginei Margaret au fost mai mult decât probabil adevărate, dar mai mulți cronicari din secolului al XIV-lea credeau că șambelanul nepopular al socrului lor, Enguerrand de Marigny, i-ar fi incriminat în mod fals pe surori și pe cavaleri.

### Procesul și arestarea
După o perioadă de timp, regele Filip a ordonat arestarea tuturor nurorilor sale și a cavalerilor. În urma torturii, cavalerii au mărturisit adulterul și au admis că acesta a durat în ultimii trei ani. Contesa dela Marche și regina de Navara au fost judecate în fața Parlamentului din Paris unde au fost găsite vinovate de adulter.
Capetele lor au fost rase și ambele au fost condamnate la închisoare pe viață în subteranul castelului Gaillard, în timp ce iubiții lor au fost condamnați la moarte și executați. În jurul acestui moment, contele și contesa dela Marche au avut un fiu numit Filip (n. 1313) și o fiică numită Jeanne (n. 1314). În ciuda faptului că a fost dezonorată, Blanche a rămas în contact cu ambițioasa ei mamă și adesea a primit cadouri de la ea.
Regele Filip, șocat grav de scandal, a murit într-un an. Margaret, acum regina Franței, a murit în închisoare curând după aceea, probabil ucisă. Domnia lui Ludovic a fost scurtată de moartea lui subită. Curând, Filip cel Înalt și sora Blanchei, Jeanne, au devenit rege și regină ai Franței și Navarrei.
S-a sugerat că Blanche a fost tratată mai bine odată ce sora ei a devenit regină, însă acest lucru a fost dedus dintr-un singur document interpretat în mod greșit și nu poate fi în întregime corect. Totuși regina Jeanne a aranjat pentru fiica Blanchei să devină călugăriță, în speranța că viața monahală de la vârsta de șapte ani ar ispăși fărădelegile surorii ei.

### Decesul

Blazonul Blanchei ca regină consort a Franței și a Navarei

După moartea lui Filip cel Înalt la 3 ianuarie 1322, soțul Blanchei a moștenit coroana. Blanche a devenit regină a Franței și a Navarei însă soțul ei a refuzat s-o elibereze. Ambii ei copii au murit până în martie acel an. Carol a cerut anularea căsătoriei iar Blanche a fost de acord fără tragere de inimă. Anularea a fost justificată de afirmația că mama Blanchei era nașa lui Carol. Papa Ioan al XXII-lea a declarat căsătoria nulă și neavenită la 19 mai 1322, și le-a acordat ambilor permisiunea de a se recăsători. Contesa de Artois a cerut, printre alte lucruri, returnarea imensei zestre pe care i-o acordase.
Deși ea a fost înlocuită imediat de Maria de Luxemburg, pentru Blanche nu existau speranțe să se recăsătorească, ea fiind închisă la castelul Gavray. Nu există dovezi care sprijină convingerea comună că a murit călugăriță la mănăstirea Maubuisson. După ce a petrecut opt ani în închisoarea subterană, sănătatea fostei regine a devenit precară. Data morții ei este necunoscută; Papa a menționat într-un document ca data decesului ei 5 aprilie 1326 emițând o dispensă pentru căsătoria dintre fostul ei soț și cea de-a treia soție, Jeanne d'Évreux.